# Zornik
Zornik è un gruppo musicale rock belga, fondato nel 1999 dal cantante e chitarrista Koen Buyse ed il batterista Marijn.
Partecipa nel 1999 alla finale dell'humo rock contest Rock Rally, con il nome Breknov Zornik. In tale contesto la band viene notata da Parlophone Belgio e MTC Management. Questo li conduce alla registrazione del loro primo EP, Love Affair. Il secondo EP, così irreale, è rimasto nella classifica alternativa per più di 20 settimane, raggiungendo la posizione n° 3. Gli Zornik suonarono nel 2001 in importanti festival estivi: Eurorock, Marktrock e Pukkelpop. Sono stati ingaggiati per suonare in alcune presentazione aziendali, tra cui la A2A e la Eurosonic. Nel mese di ottobre 2001 sono stati insigniti del premio TMF come più promettente Band dell'anno. Poco dopo, Marijn lasciò la band, sostituito alla batteria da, Davy Deckmijn.
Il loro CD-singolo, "Hey Girl", uscito tra i primi di dicembre del 2001, raggiunse per sei settimane la prima posizione della classifica alternativa. Il loro album di debutto, "The Place", pubblicato nel febbraio 2002, raggiunge rapidamente il primo posto nelle classifiche belghe, dove srimane per due settimane.
Il singolo, "You Move Me", pubblicato nel giugno 2002, raggiunge, dopo appena due settimane, il 2º posto nella classifica alternativa. Zornik partecipa a tutti i principali festival belgi , oltre a quasi 20 spettacoli nei Paesi Bassi, al festival e al club, Lowlands, ai festival tedeschi e austriaci, Bizarre, Hurricane e Southside, nei club norvegesi, danesi, e con i Muse, in Svezia e Regno Unito. Nel mese di ottobre 2002, sono stati insigniti del premio, "Best Rock TMF Group".
Nel 2003, Kristof decide di lasciare la band. Per gli spettacoli del festival estivo, venne sostituito da Bas dei Millionaire, che ha anche aderito alla band in studio per le registrazioni del secondo album, del 2004, One-Armed Bandit. Questo album era molto più sperimentale del primo. Per il tour, il basso è stato interpretato da Bart Van Lierde, conosciuto anche come bassista di Zita Swoon.
Nel 2005 gli Zornik vennero ingaggiati per un tour acustico teatrale, con l'album Alien Sweetheart. Il tour teatrale, All Strings Attached, fu la loro prima piena esecuzione acustica dal vivo, coronata da un notevole successo. Inoltre parteciparono a un festival estivo del 2006, questa volta con Bas al basso.
Nella primavera del 2007 il gruppo ha registrato un nuovo album. Si sono inoltre recati a Malta per un concerto, mentre all'inizio di aprile hanno pubblicato un nuovo album: Crosses. In seguito hanno tenuto uno spettacolo nella nuova arena di Anversa.

## Discografia
| Date di pubblicazione | Titolo                           | Label      | Belgium Ultra Top 50 |
| 2002                  | The Place Where You Will Find Us | Parlophone |                      |
| 2004                  | One Armed Bandit                 | Parlophone |                      |
| 2005                  | Alien Sweetheart                 | Parlophone |                      |
| 2007                  | Crosses                          | Parlophone | 4                    |
| 2010                  | no title yet                     | Parlophone |                      |

| Titolo                      | Singolo/full CD | Data |
| --------------------------- | --------------- | ---- |
| You move me                 | single          | 2002 |
| One-armed Bandit            | Full-CD         | 2004 |
| Goodbye                     | single          | 2004 |
| Scared of Yourself          | single          | 2004 |
| Believe in me               | single          | 2004 |
| Alien Sweetheart            | Full-CD         | 2005 |
| I Feel Alright              | single          | 2005 |
| Keep me down                | single          | 2005 |
| Crosses                     | Full-CD         | 2007 |
| Black Hope Shot Down        | single          | 2007 |
| 4.000.000 Minutes of Zornik | best-of         | 2008 |
| Satisfaction Kills Desire   | Full-CD         | 2010 |
| Blinded by the Diamonds     | Full-CD         | 2015 |

### Singoli
| Year | Song                 | U.S. Hot 100 | U.S. Modern Rock | U.S. Mainstream Rock | Official Singles Chart | Australian Singles Chart | Francia Singles Chart | Belgio Singles Chart | Album                            |
| ---- | -------------------- | ------------ | ---------------- | -------------------- | ---------------------- | ------------------------ | --------------------- | -------------------- | -------------------------------- |
| 2001 | "Love Affair"        |              |                  |                      |                        |                          | -                     |                      | The Place Where You Will Find Us |
| 2002 | "It's So Unreal"     |              |                  |                      |                        |                          | -                     |                      | The Place Where You Will Find Us |
| 2002 | "Hey Girl"           | -            |                  | -                    |                        | -                        | -                     |                      | The Place Where You Will Find Us |
| 2002 | "You Move Me"        |              |                  |                      |                        |                          |                       |                      | The Place Where You Will Find Us |
| 2004 | "Goodbye"            | -            | -                | -                    | -                      | -                        | -                     | -                    | One Armed Bandit                 |
| 2004 | "Scared of Yourself" | -            | -                | -                    | -                      | -                        | -                     | -                    | One Armed Bandit                 |
| 2004 |                      |              |                  |                      |                        |                          |                       |                      | One Armed Bandit                 |
| 2005 | "I Feel Alright"     | -            | -                | -                    | -                      | -                        | -                     |                      | Alien Sweetheart                 |
| 2005 | -                    | -            | -                | -                    | -                      |                          |                       |                      | Alien Sweetheart                 |